# Napeogenes pharo
Napeogenes pharo är en fjärilsart som beskrevs av Cajetan Freiherr von Felder 1862. Napeogenes pharo ingår i släktet Napeogenes och familjen praktfjärilar. Inga underarter finns listade i Catalogue of Life.

## Bildgalleri

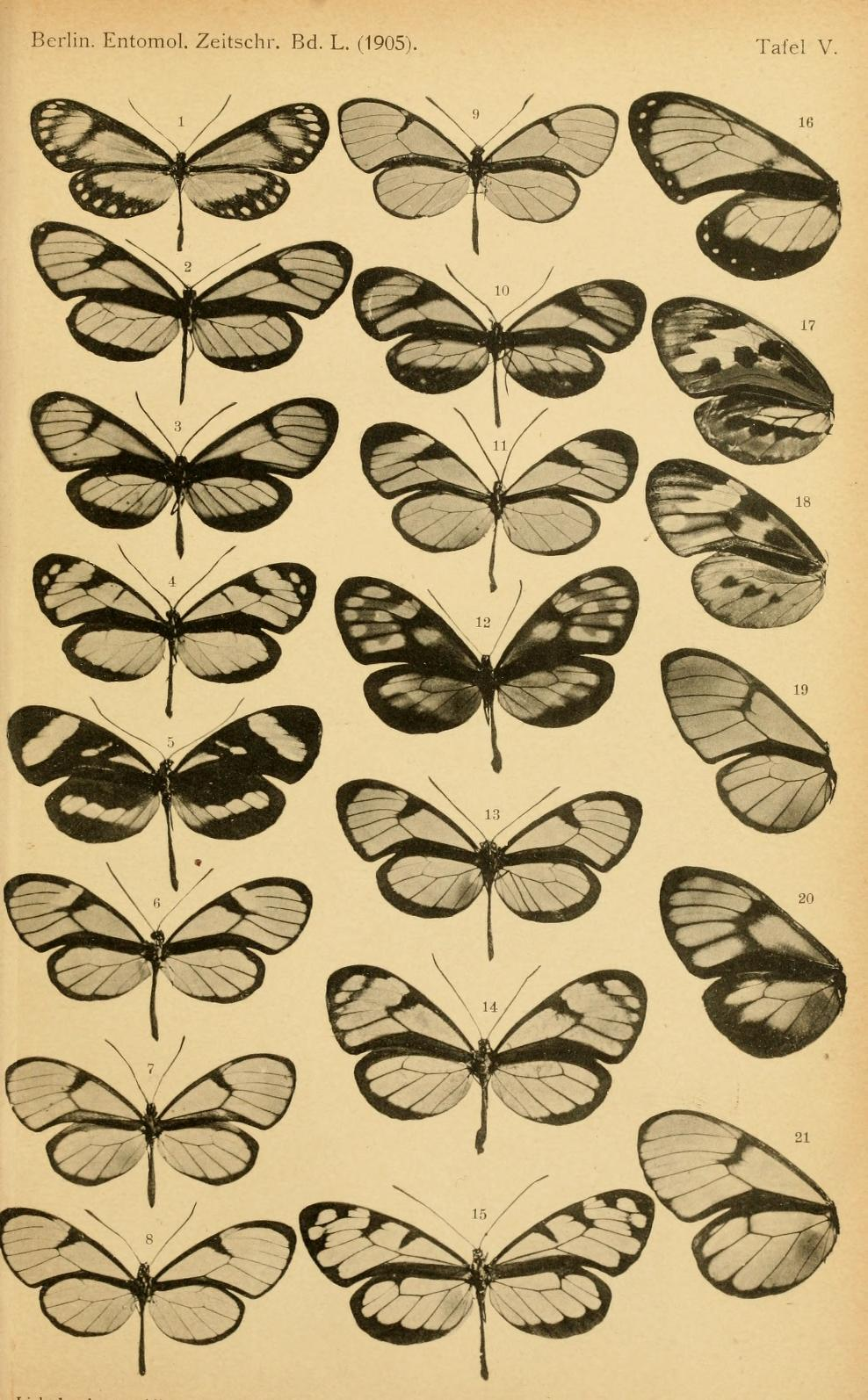
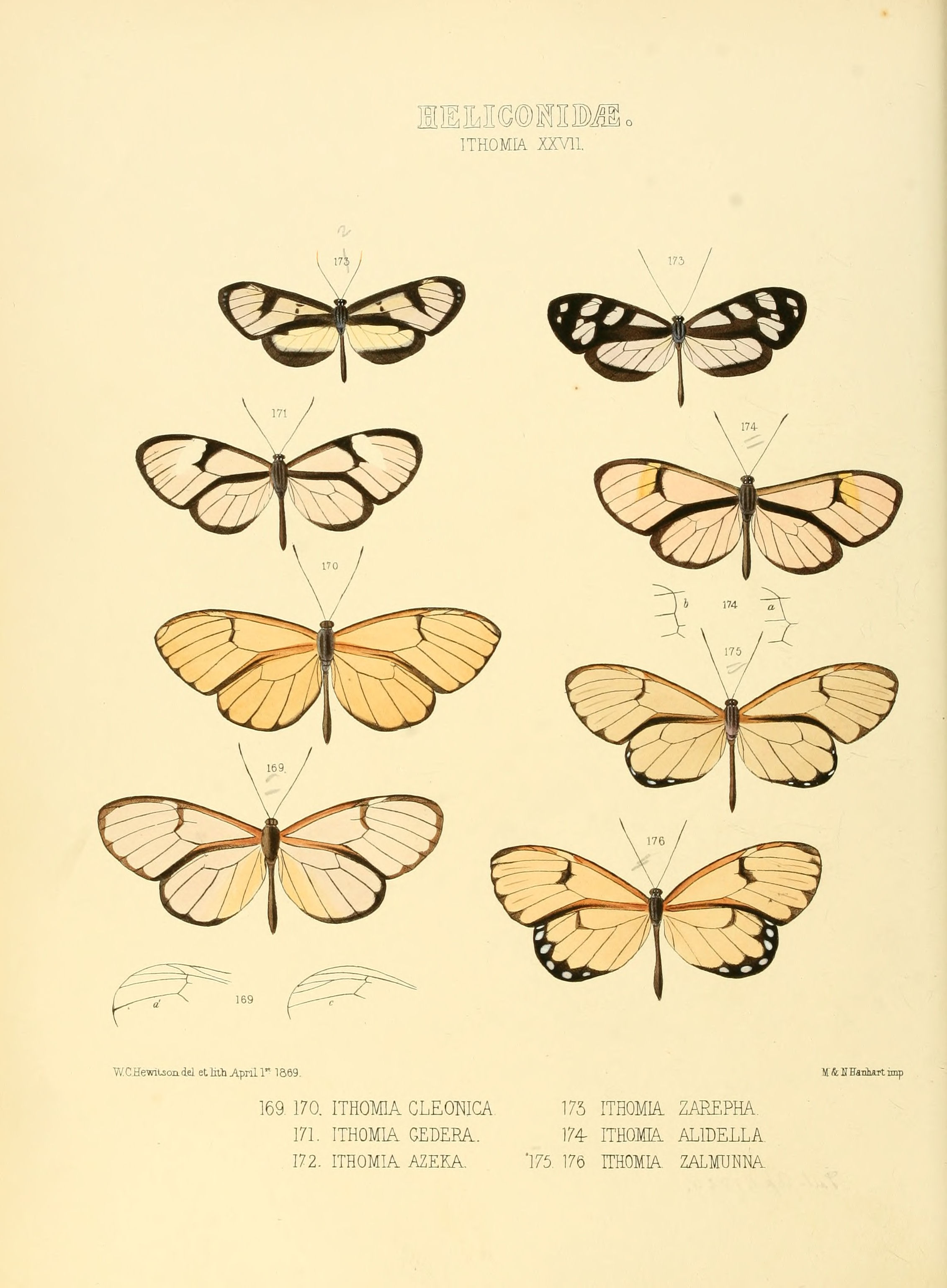
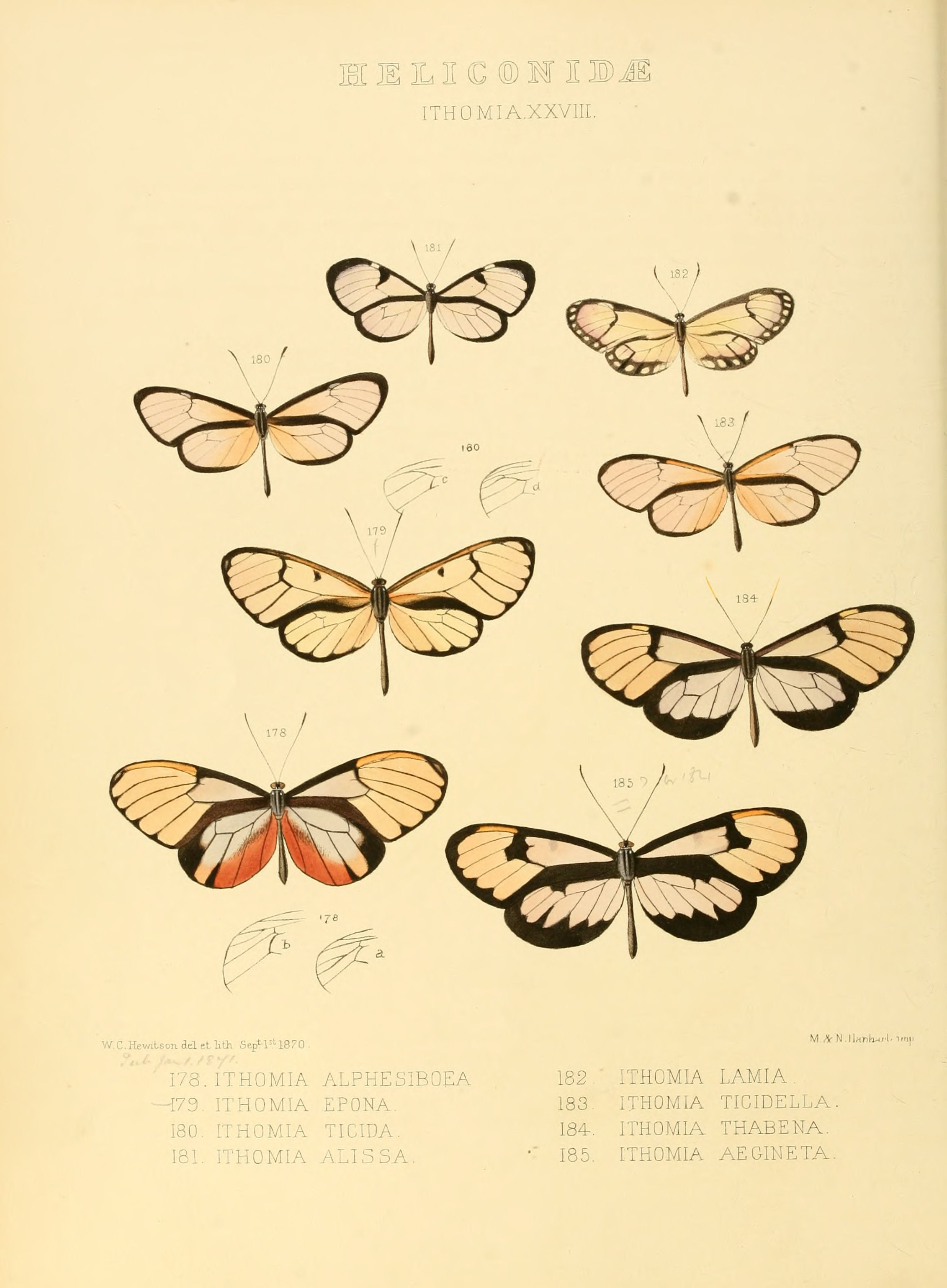
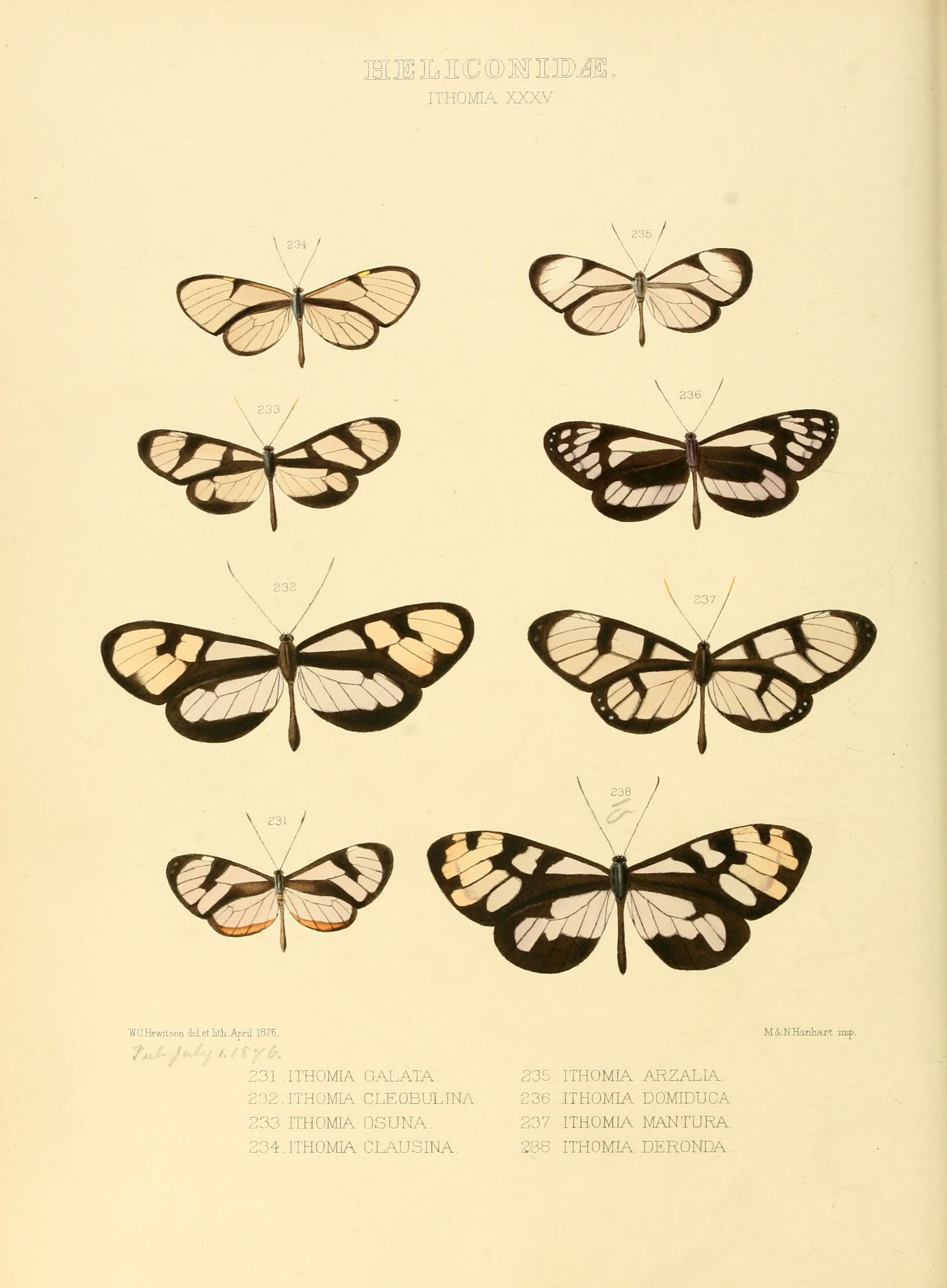